# Fly Pan Am
Fly Pan Am (auch Le Fly Pan Am) sind eine kanadische Band, die hauptsächlich dem Post-Rock und dem Experimental Rock zugeordnet wird.

## Geschichte
Fly Pan Am wurden 1996 von Jonathan Parant (Gitarre), Roger Tellier-Craig (Gitarre), Felix Morel (Schlagzeug) und Jean-Sebastian Truchy (Bass) in Montreal, Quebec gegründet. 2002 stieß zudem Eric Gingras (Gitarre, Percussion) hinzu. Wie bei vielen Bands aus der Montrealer Post-Rock-Szene gibt es  auch bei Fly Pan Am Verbindungen zu Godspeed You! Black Emperor. Gitarrist Roger Tellier-Graig war bis 2003 Mitglied bei GY!BE; er trat aus, um sich vollständig Fly Pan Am widmen zu können.
Beeinflusst werden Fly Pan Am vor allem durch die franko-kanadische Szene Montreals. So sind Alben- und Songtitel häufig Französisch, und auch die Liedtexte sind in dieser Sprache geschrieben.
Die Band veröffentlichte bisher vier Alben und eine EP, allesamt auf Constellation Records. Nach der Tour zum dritten Album kündigten Fly Pan Am eine Pause an. Die Mitglieder der Band sind ebenfalls in anderen Projekten involviert.

## Diskografie
- 1999: Fly Pan Am (LP; Constellation Records)
- 2000: Sédatifs en fréquences et sillons (EP; Constellation Records)
- 2002: Ceux qui inventent n'ont jamais vécu (?) (LP; Constellation Records)
- 2004: N'écoutez pas (LP; Constellation Records)
- 2019: C'est ça (LP; Constellation Records)[2]